# Othon III de Brunswick-Lunebourg
Pour les articles homonymes, voir Othon III.
Othon III (vers 1296 – 1352) est prince de Lunebourg de 1330 à sa mort.
Fils d'Othon II de Brunswick-Lunebourg, il lui succède conjointement avec son frère cadet Guillaume II, contrairement aux vœux de son père qui souhaitait voir la principauté divisée entre ses deux fils. Othon ne laisse pas de fils pour lui succéder, et à sa mort, Guillaume règne seul.

## Descendance
Othon III épouse Mathilde (1293-1358), fille du seigneur Henri II de Mecklembourg. Ils ont trois enfants :
- Mathilde (morte le 7 septembre 1357), épouse le comte Othon II de Waldeck ;
- Othon ;
- Élisabeth (morte le 20 février 1386).